# Bộ Cá vây tay
Bộ Cá vây tay (danh pháp khoa học: Coelacanthiformes, nghĩa là 'gai rỗng' trong tiếng Hy Lạp cổ với coelia (κοιλιά) nghĩa là rỗng và acathos (άκανθος) nghĩa là gai) là tên gọi phổ biến trong tiếng Việt của một bộ cá bao gồm các loài cá có quai hàm cổ nhất còn sống đến ngày nay đã được biết đến. Cá vây tay có quan hệ họ hàng gần gũi với cá có phổi, được cho là đã tuyệt chủng vào cuối kỷ Phấn trắng cho đến tận năm 1938, khi người ta tìm thấy các cá thể còn sống ngoài khơi ven biển phía đông của Nam Phi, ngoài cửa sông Chalumna. Kể từ đó, chúng đã được tìm thấy ở Comoros, Sulawesi (Indonesia), Kenya, Tanzania, Mozambique, Madagascar và Vườn đất ẩm St. Lucia Lớn của Nam Phi.

## Các đặc trưng sinh học

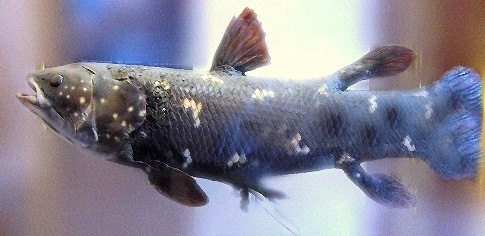
Latimeria chalumnae.

Cá vây tay là cá vây thùy với các vây ức và vây hậu môn mọc trên các cuống nhiều thịt được các xương hỗ trợ và vây đuôi chia thành ba thùy, thùy giữa là sự kéo dài của dây sống. Cá vây tay có vây dạng cosmoid đã biến đổi, nó mỏng hơn vảy dạng cosmoid thực sự, là dạng vảy chỉ tìm thấy ở một số loài cá đã tuyệt chủng. Cá vây tay cũng có một cơ quan cảm nhận điện từ đặc biệt gọi là cơ quan ở mõm ở phía trước của hộp sọ, có lẽ để giúp chúng phát hiện con mồi.
Những con cá vây tay đầu tiên xuất hiện trong các mẫu hóa thạch thuộc giai đoạn giữa kỷ Devon, vào khoảng 410 triệu năm trước.. Các loài cá vây tay tiền sử sống trong nhiều môi trường nước vào cuối Đại Cổ Sinh và thời kỳ Đại Trung Sinh.
Khối lượng trung bình của cá vây tay khoảng 80 kg (176 pao) và chúng có thể dài tới 2 m (6,5 ft). Các nhà khoa học tin rằng cá vây tay có thể sống tới 60 năm. Cá vây tay thường sống ở độ sâu khoảng 700m (2.296,5 ft) dưới mực nước biển.

Cá vây tay tại Viện bảo tàng lịch sử tự nhiên thuộc Đại học Oxford.

Nó là loài động vật còn sống duy nhất được biết là có khớp nối trong sọ có tác dụng, nó gần như tách rời hoàn toàn các nửa trước và sau của hộp sọ từ bên trong. Chỗ uốn cong ở khớp nối này có lẽ trợ giúp cá trong việc tiêu thụ những con mồi lớn. Cá vây tay cũng là loài cá nhớt; các vảy của chúng tiết ra chất nhầy và cơ thể của chúng liên tục ứa ra chất dầu. Chất dầu này là một chất nhuận tràng và gần như không thể ăn thịt chúng được, trừ khi được phơi khô và ướp muối. Vảy của chúng rất thô và được người dân khu vực Comoros dùng làm giấy nhám.
Mắt cá vây tay rất nhạy cảm và có tapetum lucidum (lớp chất phản quang như ở mắt mèo). Cá vây tay gần như không thể bị bắt trong thời gian ban ngày hay những đêm có trăng tròn, do độ nhạy cảm cao của mắt chúng.
Cá vây tay là những kẻ săn mồi cơ hội, chúng săn bắt các loài mực nang, mực ống, lươn dẽ giun, cá mập nhỏ và các khác được tìm thấy ở môi trường sinh sống của chúng cạnh các vách đá ngầm và dốc núi lửa ngầm. Cá vây tay còn được biết với kiểu bơi đầu cắm xuống, giật lùi và ngửa bụng để định vị con mồi của chúng có lẽ là để tận dụng tuyến trên mõm của chúng. Các nhà khoa học cho rằng một trong các lý do để chúng thành công như vậy là do chúng có thể giảm mạnh quá trình trao đổi chất vào bất kỳ lúc nào, chìm xuống các độ sâu mà chúng ít sinh sống hơn và giảm tối đa nhu cầu các chất dinh dưỡng theo kiểu ngủ đông.

## Các mẫu hóa thạch
Mặc dầu hiện nay chỉ có hai loài còn tồn tại, nhưng như một nhóm tổng thể thì cá vây tay đã từng rất thành công với nhiều chi và loài, để lại nhiều mẫu hóa thạch từ kỷ Devon tới khi kết thúc kỷ Phấn trắng, từ thời điểm đó chúng dường như đã hứng chịu sự tuyệt chủng gần như hoàn toàn, và vượt qua thời điểm đó mà không có mẫu hóa thạch nào còn được biết đến. Thông thường người ta cho rằng cá vây tay đã không bị thay đổi gì trong nhiều triệu năm, nhưng trên thực tế thì các loài còn sống và thậm chí cả nguyên chi là không được tìm thấy trong các mẫu hóa thạch. Tuy nhiên, một số loài tuyệt chủng, cụ thể là các loài trong các hóa thạch cuối cùng mà người ta đã biết, chi Macropoma thuộc kỷ Phấn trắng, rất giống với các loài còn sống. Lý do có thể nhất cho lỗ hổng này có lẽ là các đơn vị phân loại này đã bị tuyệt chủng ở những vùng nước nông. Các hóa thạch thuộc vùng nước sâu ít khi được tìm thấy đến mức các nhà cổ sinh vật học có thể phục hồi được chúng, làm cho các đơn vị phân loại thuộc những vùng nước sâu nhất biến mất khỏi các mẫu hóa thạch. Tuy nhiên, trạng thái này vẫn còn đang được các nhà khoa học điều tra.

## Hình thái học bộ xương

Hình ảnh chụp cắt lớp máy tính của bộ xương cá vây tay.

Xem hình ảnh chụp cắt lớp máy tính (CT) 3D của bộ xương cá vây tay, bao gồm cả các hình ảnh về khớp nối trong hộp sọ, tại Digimorph.org.

## Sinh sản
Cá vây tay đẻ ra con thay vì đẻ trứng. Hành vi sinh sản của chúng vẫn chưa được hiểu rõ, nhưng người ta tin rằng chúng không đạt đến độ trưởng thành về mặt sinh dục cho đến khi chúng trên 20 năm tuổi. Thời gian mang thai là 13 tháng, mỗi lần sinh từ 5 đến 25 cá con, chúng có khả năng tự sinh sống ngay sau khi sinh ra.

## Phát hiện

### Đầu tiên tại Nam Phi
Chứng cứ đầu tiên mà các nhà khoa học phương Tây có được về các loài cá vây tay hiện đại, còn sống là khi Marjorie Courtenay-Latimer, người phụ trách của viện bảo tàng tại Đông London, Nam Phi, phát hiện ra một mẫu vật trong khi kiểm tra các mẫu cá biển bất thường tại địa phương bắt được năm 1938. Bà đã xem xét mẻ cá của thuyền đánh cá chuyên đánh bắt cá mập gần sông Chalumna và nhìn thấy bộ vây cá màu xanh kỳ dị trong mẻ cá. Bà đã lôi con cá đó ra khỏi đống cá và đưa nó tới viện bảo tàng nhằm tìm xem nó là loại cá nào. Thất bại trong việc tìm nó trong bất kỳ cuốn sách nào bà có, bà đã cố gắng liên lạc với bạn của mình, giáo sư James Leonard Brierley Smith (1897-1968), nhưng ông đang đi vắng. Không thể bảo quản con cá này, bà đã gửi nó tới người nhồi bông thú. Khi Smith trở về, ông ngay lập tức nhận ra nó là cá vây tay, khi đó chỉ được biết đến từ các mẫu hóa thạch. Loài này được đặt tên khoa học là Latimeria chalumnae để ghi công bà Marjorie Courtenay-Latimer và vùng nước mà nó được tìm thấy. Con cá này được nói đến như là "hóa thạch sống".

### Comoros
Một công cuộc tìm kiếm trên toàn thế giới đã được đề ra để tìm kiếm thêm cá vây tay, với phần thưởng là 100 bảng Anh (một số tiền rất đáng kể cho một người đánh cá Nam Phi bình thường vào thời gian đó). Mười bốn năm sau, chúng đã được tìm thấy ở gần Comoros, đầu tiên chỉ là một mẫu vật duy nhất, nhưng sau đó hóa ra là loài cá này không hề xa lạ đối với kiến thức của người địa phương: những người dân Comoros, tại cảng Mutsamudu trên đảo Anjouan, đã bối rối là có người nào đó muốn trả một số tiền lớn cho những con cá mà người dân địa phương gọi là gombessa hay mame, một loại cá kém chất lượng (gần như không ăn được) mà thỉnh thoảng những ngư dân của họ vẫn vô tình đánh bắt được.
Hiện nay họ đã có ý thức về tầm quan trọng của loài đang nguy cấp này và có chương trình để thả những con cá vây tay ngẫu nhiên đánh bắt được về biển cả, vì thế chúng có thể có cơ hội sống sót.
Mẫu vật thứ hai, do ngư dân Comoros là Ahmed Hussain tìm thấy năm 1952, ban đầu được miêu tả như một loài khác, Malania anjounae (theo tên của Daniel François Malan, thủ tướng Nam Phi thời kỳ đó, người đã phái cả máy bay Dakota của SAAF để mang mẫu vật về), nhưng sau đó người ta phát hiện ra rằng việc thiếu vây lưng thứ nhất, là điều mà người ta tin rằng nó khác với loài Latimeria, đã là do thương tích của mẫu vật khi nó còn non. Trớ trêu thay, Malan lại là một nhà sáng tạo luận trung thành; khi nhìn thấy tổ tiên (được cho là như vậy) của mọi loài động vật trên đất liền đã được đặt theo tên ông, phản ứng của ông là giật mình, "Tại sao nó lại xấu xí như vậy! Đây có phải là chỗ chúng ta từ đó mà ra?"
Smith đã viết các miêu tả của ông về cá vây tay trong cuốn sách Old Fourlegs ((Động vật) Bốn chân cổ), lần đầu tiên phát hành năm 1956. Cuốn sách của ông Sea Fishes of the Indian Ocean (Cá biển của Ấn Độ Dương), được minh họa và đồng tác giả với vợ ông, bà Margaret, vẫn còn là tham khảo ngư học tiêu chuẩn trong khu vực.

### Loài thứ hai tại Indonesia
Năm 1997, Arnaz và Mark Erdmann đi hưởng tuần trăng mật tại Indonesia và nhìn thấy một con cá lạ khi đi chợ tại Manado Tua, trên đảo Sulawesi. Arnaz nhận ra nó là gombessa, mặc dù nó có màu nâu chứ không phải màu xanh lam. Vợ chồng Erdmann đã không nhận ra đây là một loài mới cho đến tận khi một chuyên gia để ý đến các hình ảnh họ đã chụp và đưa lên Internet. Thử nghiệm DNA phát hiện ra rằng loài này, được người dân Indonesia gọi là rajah laut ("Vua biển cả"), không có quan hệ họ hàng gì với quần thể ở Comoros. Nó được đặt tên khoa học là Latimeria menadoensis. Nghiên cứu phân tử gần đây ước tính thời gian rẽ ra giữa hai loài cá vây tay này là khoảng 40–30 Ma.

### Khu vực bảo hộ biển St. Lucia tại Nam Phi
Tại Nam Phi, công việc nghiên cứu tìm kiếm vẫn duy trì trong nhiều năm. Một thợ lặn 46 tuổi là Riaan Bouwer, đã thiệt mạng khi thám hiểm cá vây tay tháng 6 năm 1998.
Ngày 28 tháng 10 năm 2000, gần biên giới phía nam của Mozambique, tại vịnh Sodwana trong khu vực bảo hộ biển St. Lucia, ba thợ lặn nước sâu — Pieter Venter, Peter Timm và Etienne le Roux — đã lặn tới độ sâu 104 m và bất ngờ nhận ra một con cá vây tay.
Gọi mình là "SA Coelacanth Expedition 2000" (Đoàn thám hiểm cá vây tay Nam Phi 2000), nhóm này đã quay trở lại, lần này cùng với thiết bị chụp ảnh và một vài thành viên bổ sung thêm. Vào ngày 27 tháng 11, sau lần lặn ban đầu không thành công của ngày hôm trước, bốn thành viên của nhóm — Pieter Venter, Gilbert Gunn, Christo Serfontein và Dennis Harding — đã tìm thấy ba con cá vây tay. Con lớn nhất dài khoảng 1,5 đến 1,8 m; hai con còn lại khoảng 1 đến 1,2 m. Những con cá này bơi với đầu cắm xuống và dường như tìm kiếm thức ăn từ các gờ đá ngầm của hang động lớn. Nhóm này đã trở lên bờ thành công với cảnh video và các bức ảnh cá vây tay.
Tuy nhiên, trong cuộc lặn này, Serfontein bất ngờ bị bất tỉnh, và Dennis Harding 34 tuổi đã nổi lên mặt nước cùng ông trong trạng thái không được kiểm soát. Harding kêu đau cổ và đã chết do tắc mạch máu não khi ở trên thuyền. Serfontein đã phục hồi sau khi được đưa xuống nước để điều trị chứng giảm áp suất (DCS).
Trong giai đoạn các tháng Ba-Tư năm 2002, tàu lặn Jago và đội lặn Fricke đã lặn tới độ sâu của vịnh Sodwana và quan sát được 15 con cá vây tay, trong đó có một con đang mang thai. Các mẫu mô đã được thu thập bằng cách phóng phi tiêu lấy mẫu.

## Phân loại

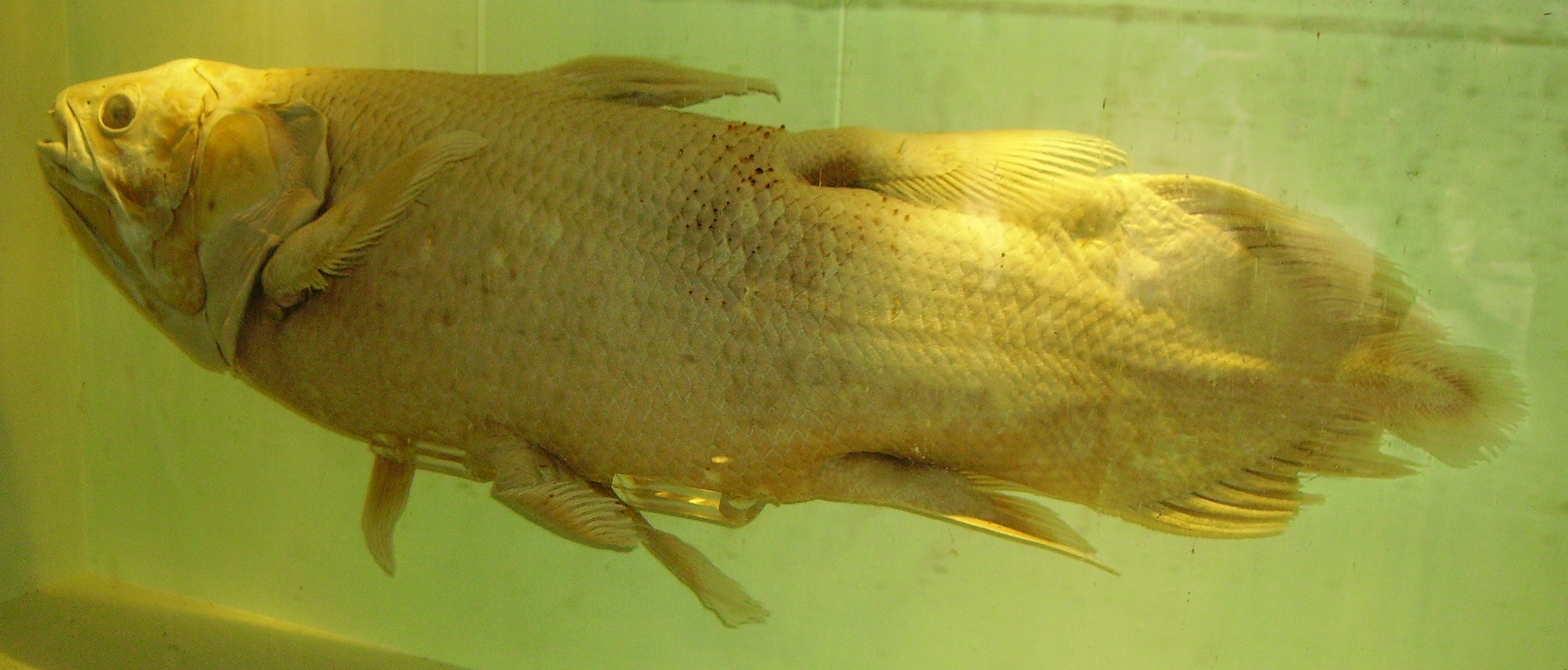
Mẫu cá vây tay tại Viện bảo tàng lịch sử tự nhiên của Anh tại London

Coelacanthimorpha (phân lớp Cá vây tay) là tên gọi đôi khi được sử dụng để định danh nhóm Sarcopterygii có chứa bộ Cá vây tay (Coelacanthiformes). Dưới đây là phân loại của các họ và chi cá vây tay mà người ta đã biết, lấy theo Long (1995), Cloutier & Ahlberg (1996) và Clement (2005):
Lớp Sarcopterygii
- Phân lớp Coelacanthinimorpha
  -  ? Lochmocercus †
  -  ? Shoshonia †
  - Họ Miguashaiidae †
    - Gavinia
    - Miguashaia

  - Họ Diplocercidae †
    - Dictyonosteus
    - Diplocercides

  -  ? Euporosteus †
  -  ? Chagrinia †
  - Họ Hadronectoridae †
    - Allenypterus
    - Hadronector
    - Polyosteorhynchus

  - Họ Rhabdodermatidae †
    - Caridosuctor
    - Dumfregia
    - Rhabdoderma
    - Synaptolus

  - Spermatodus †
  - Sassenia †
  - Họ Laugiidae †
    - Coccoderma
    - Laugia
    - Trachymetopon

  - Bộ Coelacanthiformes
    - Họ Coelacanthidae †
      - Axelia
      - Wimania
      - Ticinepomis
      - Coelacanthus

    - Họ Whiteiidae †
      - Piveteauia
      - Whiteia

    - Latimerioidei
      - Granbergia
      - Libys
      - Macropomoides
      - Megacoelacanthus
      - Họ Mawsoniidae †
        - Alcoveria
        - Diplurus
        - Chinlea
        - Axelrodichthys
        - Mawsonia

      - Họ Latimeriidae
        - Undina †
        - Holophagus †
        - Macropoma †
        - Wenzia †
        - Latimeria
          - L. menadoensis (cá vây tay Indonesia)
          - L. chalumnae (cá vây tay Tây Ấn Độ Dương hay cá vây tay Comoros)